# 1982년 미국 상원의원 선거
1982년 미국 상원의원 선거는 1982년 11월 2일 미국에서 치러진 상원의원 선거다.

## 선거 결과
| 정당   | 선거결과 | 의석 수 |
| ------ | -------- | ------- |
| 공화당 | 22석     | 54석    |
| 민주당 | 12석     | 45석    |
| 무소속 |          | 1석     |